# Carl-Anton Schaefer
Carl-Anton Schaefer (* 19. Juni 1890 in Zweibrücken; † 29. Januar 1974) war ein deutscher Politiker (GB/BHE, später CDU).
Er war von 1953 bis 1961 Finanzminister und daneben von 1953 bis 1954 Justizminister des Landes Schleswig-Holstein.

## Leben und Beruf
Nach dem Abitur 1909 besuchte Schaefer die Handelshochschule Köln, die er 1911 als Diplom-Kaufmann verließ. 1913 erfolgte seine Promotion zum Dr. rer. pol. an der Albert-Ludwigs-Universität Freiburg mit der Arbeit „Ziele und Wege für die jungtürkische Wirtschaftspolitik“. Danach war er bis 1915 als Angestellter für die Deutschen Petroleum AG in Berlin tätig und leitete anschließend die Deutsch-Türkische Wirtschaftszentrale in Berlin. In den Jahren 1915 sowie 1917 bis 1918 nahm Schaefer als Soldat am Ersten Weltkrieg teil. Von 1917 bis 1920 war Schaefer wissenschaftlicher Mitarbeiter bei der Direktion der Disconto-Gesellschaft Berlin. 1920 wurde er Prokurist in der Hamburger Filiale der Bank of Central and South America. 1924 wechselte Schaefer als Generalsekretär in die Notenbank der Freien Stadt Danzig. Gleichzeitig gehörte er von 1924 bis 1933 dem Vorstand der Danziger Hypothekenbank AG an. 1929 wurde er zunächst Vorstandsmitglied und 1933 Präsident der Bank von Danzig. In dieser Eigenschaft wandte er sich wenige Wochen nach der Reichspogromnacht an den Danziger Gauleiter und Senatspräsidenten Arthur Greiser und schlug ihm vor, eine „Zentralstelle zur Durchführung der Arisierung der Wirtschaft“ zu schaffen. Nach der Auflösung der Danziger Notenbank wechselte Schaefer im September 1939 in den Vorstand der Reichskreditkasse im annektierten Lodz im Reichsgau Wartheland. Von Juni 1940 bis zum Ende des Zweiten Weltkrieges war Schaefer Deutscher Kommissar bei der Banque de France. Anschließend war er bis 1948 in Frankreich interniert. Danker und Lehmann-Himmel charakterisieren ihn in ihrer Studie über das Verhalten und die Einstellungen der Schleswig-Holsteinischen Landtagsabgeordneten und Regierungsmitglieder der Nachkriegszeit in der NS-Zeit als „exponiert nationalsozialistischen Besatzungsakteur“.
Nach eigenen Angaben wurde er von der Spruchkammer in Erding als „Mitläufer“ entnazifiziert. Von 1951 bis 1953 war Schaefer Generalbevollmächtigter des Bankhauses Wilh. Ahlmann in Kiel.
Schaefer war verheiratet und hatte ein Kind.

## Partei
Schaefer trat am 1. Dezember 1934 der NSDAP bei. Er war nach dem Zweiten Weltkrieg zunächst Mitglied des GB/BHE, wurde aber am 8. September 1958 Mitglied der CDU.

## Abgeordneter
Schaefer gehörte dem Landtag von Schleswig-Holstein vom Beginn der dritten Wahlperiode nur zwei Wochen bis zu seiner Mandatsniederlegung am 25. Oktober 1954 an.
Er ist über die Landesliste in den Landtag eingezogen.

## Öffentliche Ämter
Am 7. November 1953 wurde Schaefer als Finanzminister und als Justizminister in die von Ministerpräsident Friedrich Wilhelm Lübke geführte Landesregierung von Schleswig-Holstein berufen. Nach der Wahl von Kai-Uwe von Hassel zum neuen Ministerpräsidenten schied Schaefer aus dem Amt des Justizministers am 11. Oktober 1954 aus, blieb aber weiterhin Finanzminister. Vom 21. Oktober 1957 bis zum 27. Oktober 1958 war Schaefer außerdem Stellvertreter des Ministerpräsidenten. Am 6. November 1961 schied Schaefer aus der Landesregierung aus.